# Mas Pla (Monistrol de Calders)
El mas Pla, o el Pla, fou una masia, actualment en ruïnes, del sud-oest del terme municipal de Monistrol de Calders, al Moianès.
És al capdavall del Serrat del Pla, al sud-oest de la masia del Bosc i al nord-est de la de Mussarra, a la carena paral·lela pel nord a la del Serrat del Feliu.
En subsisteixen només algunes restes constructives, que a penes permeten de reconèixer la masia que fou.
Està abandonada ja des del segle xviii.